# Miklós Esterházy de Galántha
Miklós Esterházy de Galántha (ur. 1711, zm. 1764) – austriacki arystokrata i dyplomata, wywodzący się z rodu Esterházych.
Był posłem nadzwyczajnym Marii Teresy w Polsce. W 1747 Austriacy chcieli podnieść jego rangę do ambasadora, lecz August III Sas nie wyraził zgody, ponieważ był wówczas związany sojuszem i mariażem swej córki z Francją – wrogiem Austrii i nie chciał zadrażniać z nią stosunków. Doprowadziło to do krótkotrwałego zerwania stosunków między cesarzową a Augustem III.
Był również ambasadorem w Petersburgu.